# Andy Gets a Job
Andy Gets a Job è un cortometraggio muto del 1913 diretto da Charles H. France, primo episodio della serie a un rullo The Adventures of Andy Clark prodotta dalla Edison che aveva come protagonista il giovanissimo Andy Clark, all'epoca decenne.

## Trama
Andy è un ragazzo duro e serio, che da grande vuole fare il pugile, non certo il curato o qualcosa del genere. Così, quando viene a sapere che la sua famiglia rischia di essere sfrattata, decide di lasciare la scuola e di trovarsi un lavoro. Per prima cosa, cerca di farsi assumere da un'impresa di costruzioni, ma il caposquadra non lo ritiene sufficientemente forte e robusto. Poi tenta di entrare in una compagnia teatrale, ma senza grande successo. Alla fine, chiede un lavoro al responsabile dell'ufficio postale che decide di assumerlo. Ma quando il ragazzo gli domanda un anticipo di dieci dollari, il responsabile rifiuta. Fuori dall'ufficio, senza speranze, Andy aspetta scorato che arrivino le cinque, l'ora in cui sua madre sarà buttata fuori di casa. Seduto tristemente sul marciapiede, vede che il sovrintende dell'ufficio ha perso il suo portafogli. Dopo averlo raccolto, il ragazzo per un breve momento pensa di tenerselo. Poi, però, rincorre il sovrintendente per restituirglielo. Così, oltre al lavoro, ottiene i dieci dollari con i quali corre a casa. Già tutti i mobili sono stati ammucchiati in strada. Andy, con sufficienza, paga il debito e diventa l'orgoglio della famiglia.

## Produzione
Il film fu prodotto dalla Edison Company.

## Distribuzione
Distribuito dalla General Film Company, il film - un cortometraggio in una bobina - uscì nelle sale cinematografiche degli Stati Uniti il 31 dicembre 1913.